# Бюльбюль-бородань сіроголовий
Бюльбю́ль-бородань сіроголовий (Criniger barbatus) — вид горобцеподібних птахів родини бюльбюлевих (Pycnonotidae). Мешкає в Західній Африці.

## Таксономія
Сіроголовий бюльбюль-бородань був описаний нідерландським зоологом Конрадом Якобом Темінком в 1821 році як Trichophorus barbatus. Бюльбюль-бородань зелений раніше вважався конспецифічним з сіроголовим бюльбюлем-бороданем.

### Підвиди
Виділяють два підвиди:
- C. b. barbatus (Temminck, 1821) — поширений від Сьєрра-Леоне до Беніну;
- C. b. ansorgeanus Hartert, E, 1907 — поширений на півдні Нігерії.

## Поширення і екологія
Сіроголові бюльбюлі-бородані мешкають в Сьєрра-Леоне, Гвінеї, Ліберії, Кот-д'Івуарі, Гані, Того, Беніні і Нігерії. Вони живуть в сухих, вологих і заболочених рівнинних лісах.